# Tobermore
Tobermore är en ort i Storbritannien.   Den ligger i distriktet Mid Ulster och riksdelen Nordirland, i den västra delen av landet, 600 km nordväst om huvudstaden London. Tobermore ligger 45 meter över havet och antalet invånare är 578.
Terrängen runt Tobermore är kuperad västerut, men österut är den platt. Runt Tobermore är det ganska glesbefolkat, med 38 invånare per kvadratkilometer. Närmaste större samhälle är Maghera, 3,5 km nordost om Tobermore. Trakten runt Tobermore består i huvudsak av gräsmarker.